# Sissela Kyle
Sissela Maria Kyle (Göteborg, 17 marzo 1957) è un'attrice svedese.

## Filmografia parziale
- Julstrul med Staffan & Bengt - serie TV, 22 episodi (1984)
- Kops (Kopps), regia di Josef Fares (2003)
- Åsa-Nisse - Wälkom to Knohult, regia di Fredrik Boklund (2011)